# Eine Sommernachts-Sexkomödie
Eine Sommernachts-Sexkomödie ist eine Filmkomödie von und mit Woody Allen, gedreht 1982 in den USA.

## Handlung
Andrew Hobbs, ein Wall-Street-Banker und Hobby-Erfinder, und seine Ehefrau Adrian erwarten zum Wochenende in ihrem Landhaus Gäste, und zwar Andrews Freund, den Arzt Maxwell Jordan, der seine Sprechstundenhilfe, die Krankenschwester Dulcy mitbringt, und Adrians Cousin, den angesehenen Philosophen und Schöngeist Leopold Sturgis, der seine Verlobte Ariel mitbringt, um sie am nächsten Tag zu heiraten. Andrew und Adrian haben Probleme in ihrer Ehe: sie schlafen nicht mehr miteinander; Maxwell ist ein Don Juan und bekannter Herzensbrecher, der die Ehe als den Tod der Hoffnung bezeichnet. Leopold gibt sich als abgeklärter Philosoph, der nur an die sichtbare Welt glaubt, sich über den Glauben an Geister lustig macht und sich kürzlich entschlossen hat, zu heiraten.
Es stellt sich heraus, dass Andrew Ariel von früher kennt und die beiden verliebt ineinander waren. Andrew trauert der verpassten Gelegenheit nach. Leopold möchte mit Dulcy seine letzte Nacht als Junggeselle teilen, Maxwell verliebt sich in Ariel und versucht, sie von der Heirat mit Leopold abzubringen. Als das nicht zu gelingen scheint, begeht Maxwell sogar einen dilettantischen Selbstmordversuch. Auch Andrew verliebt sich erneut in Ariel und will Adrian verlassen. Es kommt zum Streit zwischen Andrew und Maxwell und offenbar zu einem ernüchternden Liebesakt zwischen Andrew und Ariel. Leopold verfolgt Andrew, den er in Verdacht hat, seiner Verlobten Ariel nachzusteigen und schießt mit einem Pfeil auf ihn, trifft aber Maxwell. Maxwell, der glaubt zu sterben, gesteht Andrew, dass er ein Jahr zuvor mit Adrian geschlafen hat und damit offenbar die Eheprobleme ausgelöst hat.
Am Schluss sind durch Maxwells Geständnis Andrews und Adrians Eheprobleme gelöst, Maxwell scheint in der Liebe zu Ariel zu Reife zu finden und Leopold stirbt beim Geschlechtsverkehr mit Dulcy, doch seine Seele verabschiedet sich von den anderen mit der Bemerkung, er habe nun endlich als Geist den Zustand purer Essenz erreicht.

## Kritiken
- Roger Ebert schrieb, dass die Komödie wenig von der Persönlichkeit Allens beinhalte. Hinter dem Film stehe kein Konzept. (Quelle)

- kino.de: das Partner-wechsel-dich-Spielchen […] um Männer, die niemals mit dem zufrieden sind, was sie haben, lebt in erster Linie von zahlreichen Missverständnissen. Obwohl im Titel versprochen, fehlen Sex und echte Komik weitgehend, so dass sich am Ende doch kein volles Gefühl der Befriedigung einzustellen vermag.[1]

- Die Zeit sah in Allens Film kein großes Werk, aber auch keines, das „nur ‚hübsch‘ und harmlos“ sei. In dem „sich hektisch überschlagenden Wechselspiel der Beziehungen und Gefühle“ entdecke man „rasch auch die Ängste des ewigen Melancholikers Woody Allen“ vor der Macht der Frauen.[2]

- Hellmuth Karasek sah in dem Film ein „fast unbeschwertes Komödienmaschinchen“.  Wie Woody Allen mit Shakespeare spiele, mit Bergman liebäugele und Mendelssohn-Bartholdy herbeizitiere, sei „schon sehr elegant und vernüglich [sic!]“.[3]

## Auszeichnungen
Mia Farrow wurde 1983 für die Goldene Himbeere nominiert.